# Langur de capell
El langur de capell (Trachypithecus pileatus) és una espècie de primat de la família dels cercopitècids. Viu a Bangladesh, Bhutan, el nord-est de l'Índia, el nord-oest de Myanmar i possiblement la Xina. El seu hàbitat natural són els boscos perennes, frondosos, caducifolis i de bambú. Està amenaçat per la caça i la destrucció d'hàbitat.